# Rainvilleterrasse

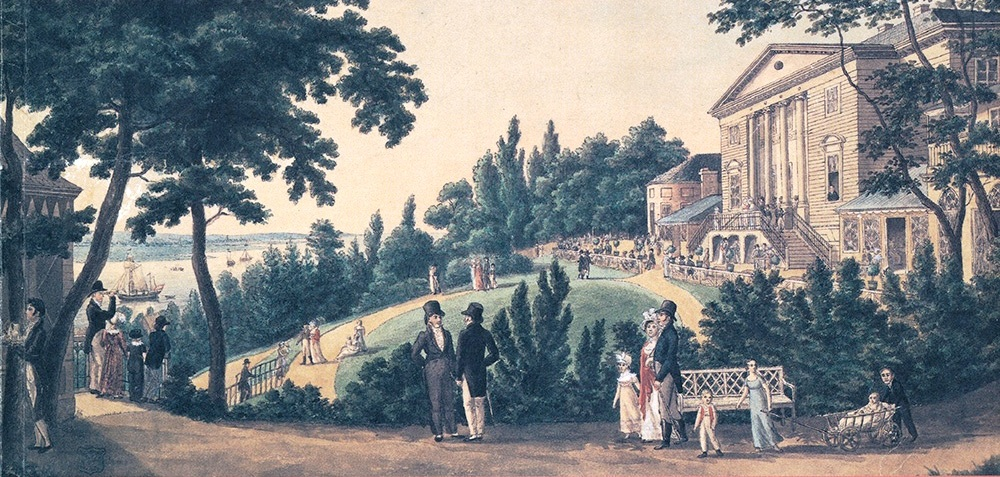
Rainvilles Garten um 1815

Die Rainvilleterrasse ist eine kleine Wohnstraße in Hamburg-Ottensen. Das namensgebende Gartenrestaurant Rainville bestand im 19. Jahrhundert in Hochlage über der Elbe 250 Meter stromabwärts des Altonaer Balkons. Das heutige Gebäude Rainvilleterrasse 4 wurde Anfang der 1930er Jahre als Seefahrtschule errichtet; seit etwa 2015 beherbergt es eine Hochschule sowie eine Fachschule für Kommunikationsdesign und im Erdgeschoss ein Restaurant.

## Geschichte

### Gebäude und Garten
Bereits im 17. Jahrhundert unterhielten reiche Kaufleute aus Hamburg in Neumühlen, Ottensen und Othmarschen Landhäuser und „Lustgärten“. Im Besonderen waren dies eingewanderte Niederländer und portugiesische Juden, die aus ihrer Heimat gewohnt waren, in den Sommermonaten in Landhäusern mit gepflegten Gärten zu leben.
Als Voreigentümer des Geländes sind eine Reihe Politiker und Diplomaten bekannt: der Rechtsgelehrte Rutger Rulant (1568–1630), 1652 der Leipziger Bürgermeister Christian Lorentz von Adlershelm (1608–1684), 1661 der spätere hannoversche Gesandte Johann Jacob von Hiebener (1623–1711) und 1677 der schwedische Resident Manuel Teixeira (1631–1705), einziger Sohn des Abraham Senior Teixeira und wie sein Vater Gesandter der abgedankten Königin Christina von Schweden. Der General Georg Ludwig von Köller-Banner, kaufte es 1776. Als er 1781 nach Stettin zog, vermietete er Haus und Garten „zum öffentlichen Gasthause“. 1794 erwarb der Kaufmann (und ab 1795 Gesandte der Batavischen Republik) Balthasar Elias Abbema (1739–1805) das Anwesen für 40.000 Mark und ließ dort noch im selben Jahr von Christian Frederik Hansen ein Landhaus errichten.
Das aus Stichen und Lithographien überlieferte Haus war ein zweigeschossiger Putzbau auf einem rechteckigen Grundriss. Die Fassade zur Elbe wurde durch vier Säulen, die einen Dreiecksgiebel trugen, und eine Loggia ausgeführt.
In der Folgezeit waren die Besitz- und Eigentumsverhältnisse wechselvoll und zeitweise nicht eindeutig, weshalb in der Literatur widersprüchliche Angaben zu finden sind. 1798 kaufte Constantin Joseph Banot das Haus und Gelände. Möglicherweise war der Namensgeber César Rainville zu dieser Zeit bereits Mieter. 1799 kaufte er mit Louis de Beaumont das Anwesen. Ab 1802 war Rainville als Gastwirt eingetragen, soll aber schon vorher Gäste beherbergt haben. Er betrieb dort ein vornehmes Wirtshaus und machte daraus in kurzer Zeit eine weithin bekannte Attraktion. „Mit Rainvilles Finanzen scheint es nicht besonders gut gestanden zu haben.“ 1811 kaufte Rechtsanwalt Joh[ann] Chr[istoph] Georg Adler (1758–1815) in öffentlicher Auktion für den wohlhabenden französischen Diplomaten de Bourrienne das Anwesen. Rainville wurde Pächter. 1835 wurde Frau Jeanne Rainville in einem öffentlichen Konkursverfahren neue Eigentümerin.

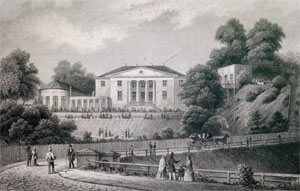
Julius Gottheil: Rainville’s Garten, um 1850

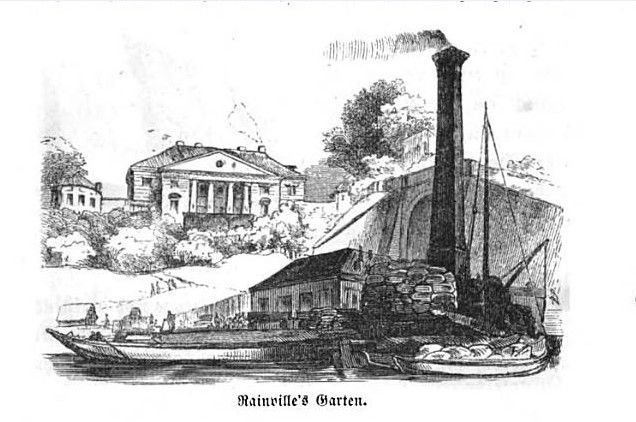
Carl Reinhardt: Rainville’s Garten 1856

Mit der Industrialisierung des Elbufers verlor der Standort nun nach und nach sein romantisches Flair. Rainville starb 1845, seine Frau 1851. Der Baedeker vergab wie 1855 auch 1862 noch einen Stern für „Rainvilles Gasthof und Garten mit einem schönen Blick auf die Elbe, an hübschen Sommer-Nachmittagen, besonders Sonntag und Donnerstag, bei Harmonie-Musik von der Hamburger feinen Welt zahlreich besucht.“ 1867 wurde das von Christian F. Hansen errichtete Haus abgerissen. An der Verlängerung der Palmaille nach Westen, die auf der Rückseite des Gasthofes gelegen war, wurden nun Häuser gebaut. Am Elbhang kam es im Zuge des Ausbaus der Verkehrsverbindung vom Altonaer Bahnhof zu den Hafenanlagen an der Elbe 1868 und 1876 zu Erdrutschen, die sogar einen Teil der Neumühlener Kaianlagen beschädigten. Auf einer mächtigen Stützmauer entstand schließlich die Rainvilleterrasse, an der sich 1884 das Gesellschaftshaus Neu-Rainville mit Restauration à la carte und täglichem Gr. Garten-Concert etablierte. Infolge des Ersten Weltkrieges wurde der Betrieb aufgegeben. 1921 wurde das Haus von der Eisenbahndirektion übernommen und bis 1929 von verschiedenen Behörden genutzt.

### Seefahrtschule

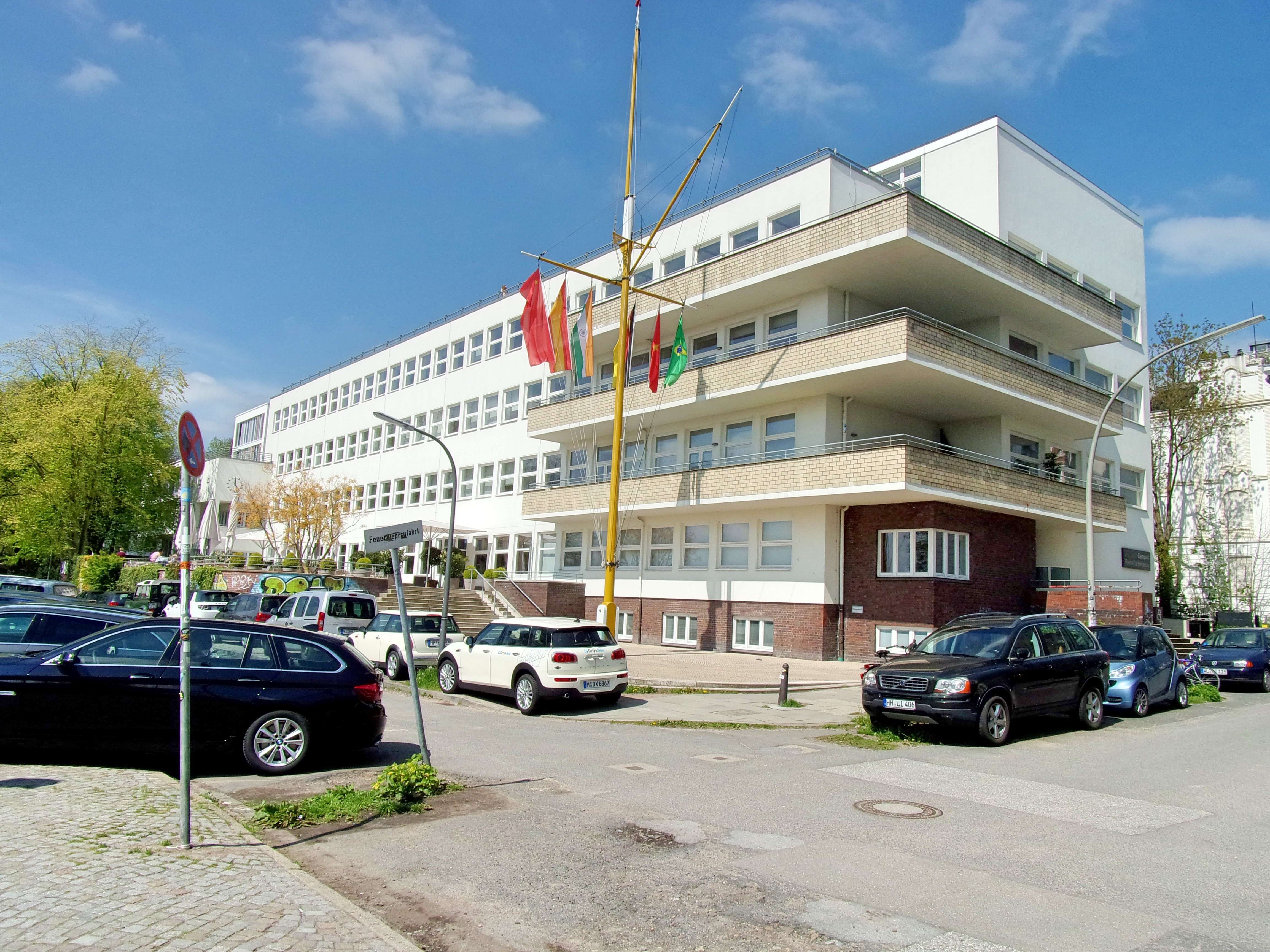
Ehemalige Seefahrtschule 2017

Danach wurde es abgebrochen. An seiner Stelle errichtete die Preußische Staatshochbauverwaltung bis 1935 nach einem Entwurf des Architekten Hans Meyer die Altonaer Seefahrtschule, einen langgestreckten, durch Fensterbänder in vier Geschosse gegliederten kubischen Baukörper im Stil des Neuen Bauens mit Betonung der Ostecke durch weit vorkragende Balkons. Ihr erster Leiter war der älteste Bruder Ernst Reuters, Oberseefahrtsschuldirektor Kapitän Wilhelm Reuter (1875–1947), vormals Navigationslehrer an der Seefahrtschule Leer und Leiter der Seefahrtschule Bremerhaven. Kurz nach dem Zweiten Weltkrieg wurde die Schule mit der 1749 gegründeten Hamburger Seefahrtschule vereinigt, deren prächtiges, von Albert Erbe geplantes Gebäude Bernhard-Nocht-Straße 76 auf den Deutschen Wetterdienst überging.
2005 wurde die Seefahrtschule von der Stadt geschlossen und das Gebäude zum Verkauf gestellt. Im März 2009 billigte die Bezirksversammlung Altona einen Entwurf der Architekten Allmann Sattler Wappner für einen Neubau als Hauptverwaltung der Rickmers Reederei. Nachdem sich die Reederei im Juni 2010 von diesen Plänen verabschiedet hatte, verkaufte die Stadt das Gelände an eine Investorengruppe um den Architekten Meinhard von Gerkan und die Projektentwicklung „Team Hamburg“ Peter Jorzick. Die Seefahrtschule wird erhalten, unter Denkmalschutz gestellt und nach Renovierung von der Academy for Architectural Culture (aac) der gmp-Stiftung der Architekten Gerkan, Marg und Partner, der Brand University of Applied Sciences und der Design-Factory International – College of Communication Arts and Interactive Media GmbH genutzt. Auf dem früheren Parkplatz der Schule sollen nach einem Entwurf des Parisers Büros Michel Kagan & Associés 32 Eigentumswohnungen gebaut werden. Im Zusammenhang mit den Demonstrationen in Hamburg am 21. Dezember 2013 wurden 58 der inzwischen vollständig erneuerten Fenster eingeschlagen und Farbbeutel gegen die Fassade geworfen. Entsprechende Anschläge wurden auch auf das Büro GMP und das Wohnhaus Meinhard von Gerkans verübt.
Die Hochschule sowie die Fachschule für Kommunikationsdesign haben ihre Arbeit aufgenommen. Im Erdgeschoss des Hauses eröffnete 2014 das Restaurant Rainvilles Elbterrassen mit Bar, privaten Dining-Rooms und Bankettsaal, welches bereits 2019 wieder schließen musste.